# Planar

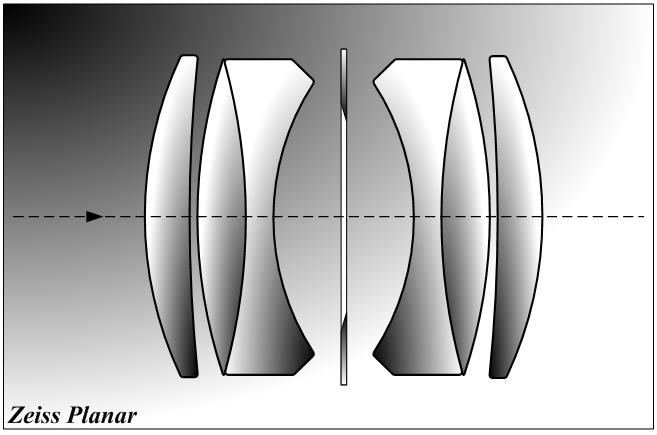
Formule optique du Zeiss Planar - 1896.

Le Planar est un objectif conçu en 1896 par Paul Rudolph pour la société Carl Zeiss. La version originale était composée de six lentilles disposées symétriquement.
Bien que très piqué, cette optique était vulnérable au flare en raison de l'importante surface cumulée des lentilles. On pouvait lui préférer le Tessar, composé de quatre lentilles et qui délivrait des images de qualité légèrement inférieure mais plus contrastées, avant le développement de traitements anti-reflets, dans les années 1950, qui permirent de réduire efficacement le flare. Le Planar devint alors une optique de choix pour les focales longues et moyennes montées sur des boîtiers petit et moyen format.

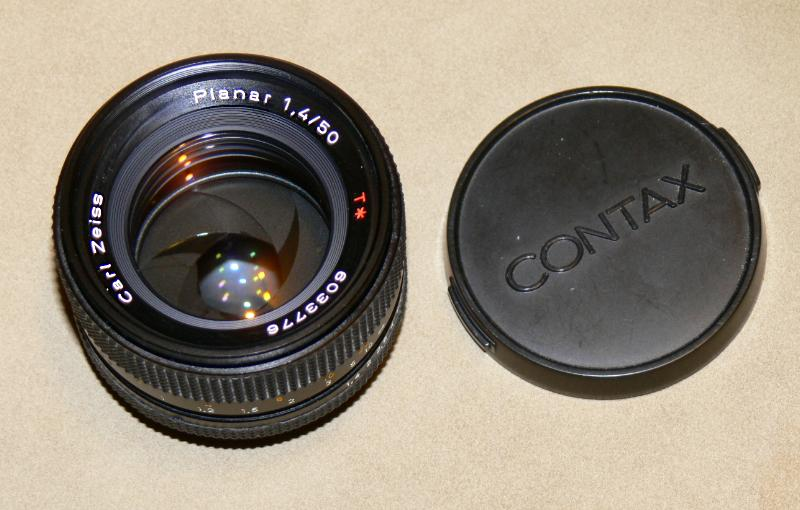
Carl Zeiss T* Planar 50mm f/1.4 pour reflex Contax.

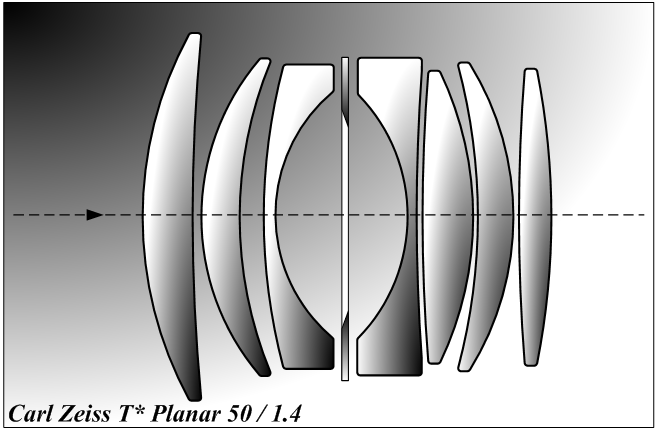
Carl Zeiss T* Planar 50/1.4